# Mornas
Mornas é uma comuna francesa na região administrativa da Provença-Alpes-Costa Azul, no departamento de Vaucluse. Estende-se por uma área de 26,09 km². Em 2010 a comuna tinha 2 467 habitantes (densidade: 94,6 hab./km²).